# محمد خضري
محمد خضري (مواليد 4 أبريل 2002) هو لاعب كرة قدم مصري يلعب في مركز خط الوسط في نادي الزمالك.

## مشواره
بدأ مشواره في مركز شباب منية المكرم وهو في سن السابعة ثم أنضم لناشئين نادي الزمالك في موسم 2015-16 وفي 9 أغسطس 2022 دخل لأول مرة القائمة النهائية لمواجهة نادي مصر المقاصة في الدوري المصري الممتاز.